# Hopton Hall

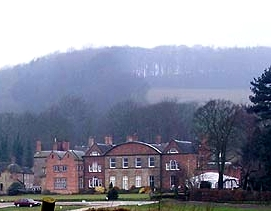
Hopton Hall heute

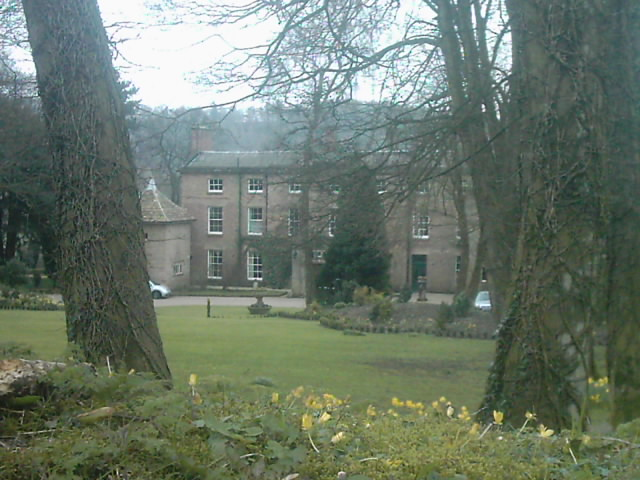
Rückseite des Gebäudes

Hopton Hall ist ein Landhaus aus dem 18. Jahrhundert in Hopton in der englischen Grafschaft Derbyshire. Das Gebäude ist in der britischen Statutory List of Buildings of Special Architectural or Historic Interest gelistet. 
Die Familie Gell besaß bereits im 14. Jahrhundert ausgedehnte Ländereien in Derbyshire. In der heutigen Ortschaft Hopton ließ im 16. Jahrhundert Thomas Gell ein elisabethanisches Herrenhaus errichten. Das Gebäude das dem Ort seinen Namen gab, war und ist von einer großzügigen Parkanlage umgeben. Unter John Gell wurde das Haus erweitert und umgebaut. Außerdem erweiterte er den Garten und war Bauherr eines Sommerhauses am Anwesen. Im frühen 20. Jahrhundert kamen zwei Pavillons hinzu. 
Vor wenigen Jahren wurde das Anwesen komplett renoviert und um 4,2 Millionen englische Pfund verkauft.